# Финале Светског првенства у фудбалу за жене 2023.
Финале ФИФА Светског првенства за жене 2023. је фудбалска утакмица на којој се одређује победник Светског првенства у фудбалу за жене 2023. године. То је девето финале ФИФА Светског првенства за жене, четворогодишњег турнира на којем учествују женске репрезентације чланица ФИФА. Утакмица се одржала на стадиону Аустралија у Сиднеју, у Аустралији, 20. августа 2023. године.

## Позадина
Шпанија је играла своје прво финале Светског првенства за жене, што је њихов трећи наступ на Светском првенству за жене, пошто су биле елиминисане у групној фази 2015. и осмини финала 2019. Они желе да се угледају на оно што је њихов мушки колега урадио 2010. године, освојивши Светско првенство у свом првом финалном наступу.
Енглеска је играла у свом првом финалу Светског првенства за жене, што је њихов шести наступ на Светском првенству за жене. Њихово претходно најбоље достигнуће било је треће место 2015. Они желе да се угледају на оно што је њихов мушки колега урадио 1966. године, освојивши Светско првенство у свом првом финалном наступу.
Ово финале је треће свеевропско финале на Светском првенству за жене, након 1995.,када је Норвешка освојила своју прву титулу победивши Немачку, и 2003, када је Немачка освојила своју прву титулу златним голом против Шведске. Немачка је постала прва земља која је освојили Светско првенство за оба пола, у то време њихов мушки колега је освојио три светске титуле.

## Стадион
Стадион Аустралија,такође познат као „Акор стадион” из разлога спонзорства, изабран је за коначно место одржавања 31. марта 2021. године. Стадион, који је отворен у марту 1999. године, изграђен је да буде домаћин Летњих олимпијских игара 2000. и тренутно има капацитет од 81.500 људи. Стадион је био домаћин утакмице за златну медаљу на Олимпијским играма 2000. у фудбалу за мушкарце, као и утакмице на АФК купу Азије 2015. за мушкарце, укључујући и финале. Стадион је такође домаћин многих других спортских такмичења, укључујући рагби лигу, рагби јунион, крикет и аустралијски фудбал, поред концерата.

## Пут до финала
| Pos | Тим       | О | Бод. |
| --- | --------- | - | ---- |
| 1   | Јапан     | 3 | 9    |
| 2   | Шпанија   | 3 | 6    |
| 3   | Замбија   | 3 | 3    |
| 4   | Костарика | 3 | 0    |

| Pos | Тим      | О | Бод. |
| --- | -------- | - | ---- |
| 1   | Енглеска | 3 | 9    |
| 2   | Данска   | 3 | 6    |
| 3   | Кина     | 3 | 3    |
| 4   | Хаити    | 3 | 0    |

### Званичници
ФИФА је 18. августа 2023. именовала америчку званичницу Тори Пенсо за судију финала. Постала је први амерички судија који је судио финале Светског првенства након што је претходно била главни судија на четири утакмице Светског првенства, укључујући полуфинале између Аустралије и Енглеске, чиме је постала трећи судија икада и први од Ивана Еклинда на Светском првенству за мушкарце 1934. да суди полуфинале и финале. Пенсо је била међународни судија ФИФА од 2021. године, судила је утакмицу НВСЛ шампионата 2021. и такође је постала прва жена судија у историји Мејџор Лиг Сокер. Њене помоћнице, Брук Мејо и Кетрин Незбит, такође су биле из Сједињених Држава. Придружио им се четврти званичник Јошими Јамашита из Јапана.

## Избор тимова =
Из свог тима који је победио Шпанију у Брајтону и Хоуву у продужецима и освојио женско Еуро 2022, Енглеској су због повреде недостајали капитен Ли Вилијамсон и играчица турнира и најбољи стрелац Бет Мид, као и Френ Кирби. Међутим, Лорен Џејмс је била поново доступна за игру након што је црвени картон против Нигерије у осмини финала резултирао суспензијом за четвртфинале и полуфинале.
Шпанији је недостајало 12 од 15 играчица. Дванаест њих су одбиле да играју за национални тим све док Краљевски шпански фудбалски савез не реши њихову забринутост због њиховог лошег менталног и физичког здравља док су играли под менаџером Хорхеом Вилдом. Међутим, двострука владајућа освајачица Златне лопте Алексија Путелас била је доступна након што је пропустила Европско првенство у фудбалу за жене 2022. због повреде.

## Утакмица

### Детаљи
| Шпанија     | 1 : 0    | Енглеска |
| ----------- | -------- | -------- |
| Кармона 29’ | Извештај |          |

| Шпанија | Енглеска |

| GK          | 23 | Ката Кољ          |     |     |
| RB          | 2  | Она Батље         |     |     |
| CB          | 4  | Ирене Передес     |     |     |
| CB          | 14 | Лаја Кодина       |     | 73’ |
| LB          | 19 | Олга Кармона (к)  |     |     |
| DM          | 3  | Тереса Абељеира   |     |     |
| CM          | 6  | Ајтана Бонмати    |     |     |
| CM          | 10 | Џенифер Ермосо    |     |     |
| RF          | 17 | Алба Редондо      |     | 60’ |
| CF          | 18 | Салма Параљуело   | 78’ |     |
| LF          | 8  | Мариона Калдентеј |     | 90’ |
| Замене:     |    |                   |     |     |
| DF          | 12 | Ојхане Ернандез   |     | 60’ |
| DF          | 5  | Ивана Андрес      |     | 73’ |
| FW          | 11 | Алексија Путељас  |     | 90’ |
| Селектор:   |    |                   |     |     |
| Хорхе Вилда |    |                   |     |     |

| GK            | 1  | Мери Ерпс        |     |     |
| CB            | 16 | Џес Картер       |     |     |
| CB            | 6  | Мили Брајт (к)   |     |     |
| CB            | 5  | Алекс Гринвуд    |     |     |
| RWB           | 2  | Луси Бронз       |     |     |
| LWB           | 9  | Рејчел Дејли     |     | 46’ |
| CM            | 8  | Џорџија Стејнвеј |     |     |
| CM            | 4  | Кира Валш        |     |     |
| CM            | 10 | Ела Тун          |     | 87’ |
| CF            | 23 | Алесија Русо     |     | 46’ |
| CF            | 11 | Лорен Хемп       | 55’ |     |
| Замене:       |    |                  |     |     |
| FW            | 7  | Лорен Џејмс      |     | 46’ |
| FW            | 18 | Кло Кели         |     | 46’ |
| FW            | 19 | Бетани Ингланд   |     | 87’ |
| Селектор:     |    |                  |     |     |
| Сарина Вигман |    |                  |     |     |

| Играчица утакмице: Олга Кармона (Шпанија) Помоћни судија:' Брук Мајо (Сједињене Државе) Кетрин Несбит (Сједињене Државе) Четврти судија: Јошими Јамашита (Јапан) Резервни помоћни судија: Мејенса Ренш (Суринам) Видео асистент: Татјана Гузман (Никарагва) Помоћник видео асистента: Пол ван Бекел (Холандија) Видео асистент за офсајде: Ела Де Врајс (Белгија) Подршка видео асистенцијама: Армандо Виљареал (Сједињене Државе) | Правила утакмице - 90 минута. - 30 минута продужеци ако је потребно. - Извођење једанаестераца ако су резултати и даље једнаки. - Највише дванаест именованих заменика. - Највише пет замена, са шестом дозвољеном у продужецима. |

### Статистика
| Статистика      | Шпанија | Енглеска |
| --------------- | ------- | -------- |
| Голова дато     | 1       | 0        |
| Удараца на гол  | 14      | 7        |
| Удараца у гол   | 5       | 3        |
| Посед лопте     | 57%     | 43%      |
| Удараца са угла | 7       | 3        |
| Прекршаја       | 9       | 15       |
| Офсајда         | 0       | 5        |
| Жутих картона   | 1       | 1        |
| Црвених картона | 0       | 0        |

### Утрчавање на игралиште
У 24. минуту утакмице, један од гледалаца је утрчао на терен и прекинуо меч на неколико минута пре него што је уклоњен. Натпис на предњој страни мајице је био „Стоп Путлер” са сликом руског председника Путина а на леђима је била украјинска застава и натпис „Слободна Украјина“.

## Белешке
1. ↑  Сваком тиму су дате само три прилике да изврши замене, уз четврту прилику у продужецима, искључујући замене направљене на полувремену, пре почетак продужетка и полувреме у продужецима.